# Rio Lico
O rio Lico (em grego: Λύκος; romaniz.: Lykos; em turco: Çürüksu Çayı) era, na Antiguidade, um rio da antiga Frígia (na atual Turquia), um afluente do rio Meandro, com o qual se une a alguns quilômetros a sul de Trípoli. Sua nascente se encontra nas regiões orientais do Monte Cadmo, a pouca distância do próprio Meandro, e percorre um caminho para oeste, rumo a Colossas, local onde desaparecia numa rachadura da terra; voltava a reaparecer a uma distância de cinco estádios dali, no entanto, e após passar por Laodiceia, desembocava no Meandro.